# Piperazyna
Piperazyna – organiczny związek heterocykliczny z dwoma heteroatomami azotu w pozycjach 1,4. Szkielet piperazyny występuje w wielu związkach aktywnych biologicznie, między innymi w cząsteczce sildenafilu oraz w szeregu związków psychoaktywnych. Nazwa piperazyny wynika z jej strukturalnego podobieństwa do piperydyny.
Fenotiazynowe pochodne piperazyny charakteryzują się:
- silnym działaniem neuroleptycznym
- silnym działaniem na objawy osiowe schizofrenii (autyzm, anhedonia, zobojętnienie uczuciowe)
- częstym występowaniem zaburzeń pozapiramidowych (parkinsonizm, akatyzja, dyskinezy).

Niektóre leki z tej grupy (tioproperazyna, trifluoperazyna) uchodziły za najsilniejsze leki neuroleptyczne stosowane w lecznictwie, najsłabsze z tej grupy (np. perazyna) są stosowane do dziś.